# Torbogen Neue Straße 23b (Radebeul)
Der Torbogen Neue Straße 23b ist ein Einzeldenkmal im sächsischen Radebeul-Kötzschenbroda; er gehört zur dortigen, ehemals vierseitigen Hofanlage.

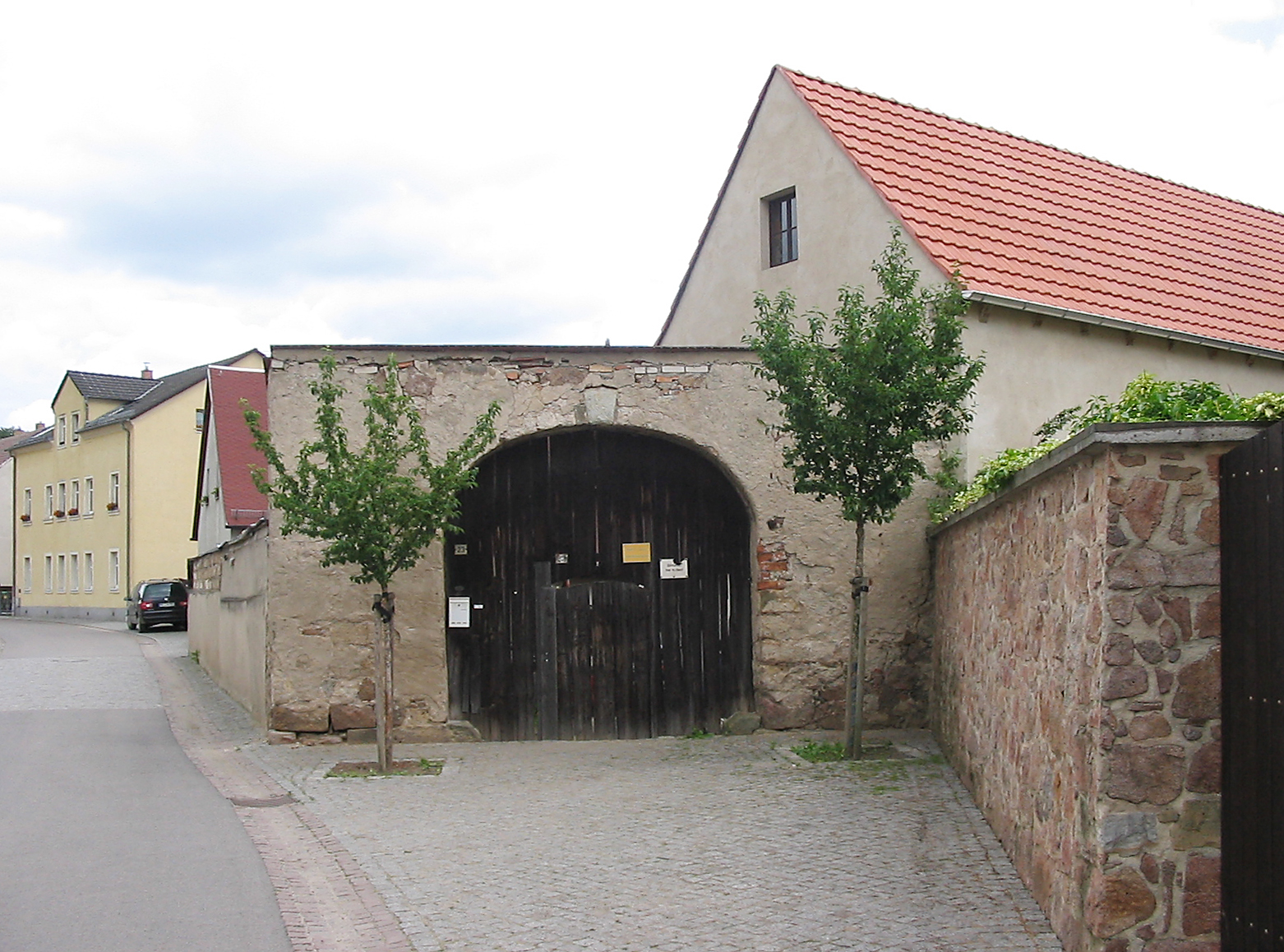
Torbogen Neue Straße 23b

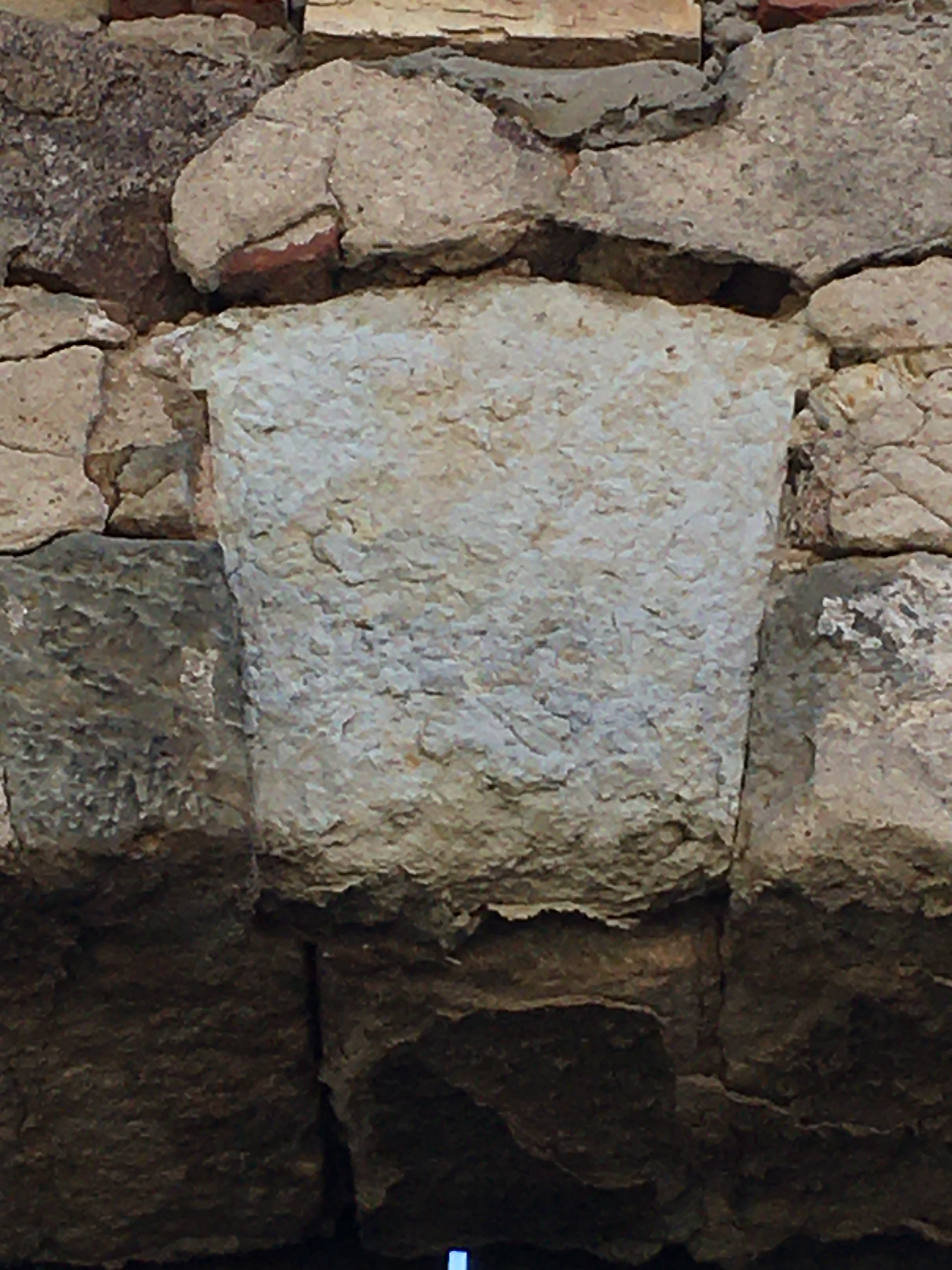
Unleserlicher Schlussstein

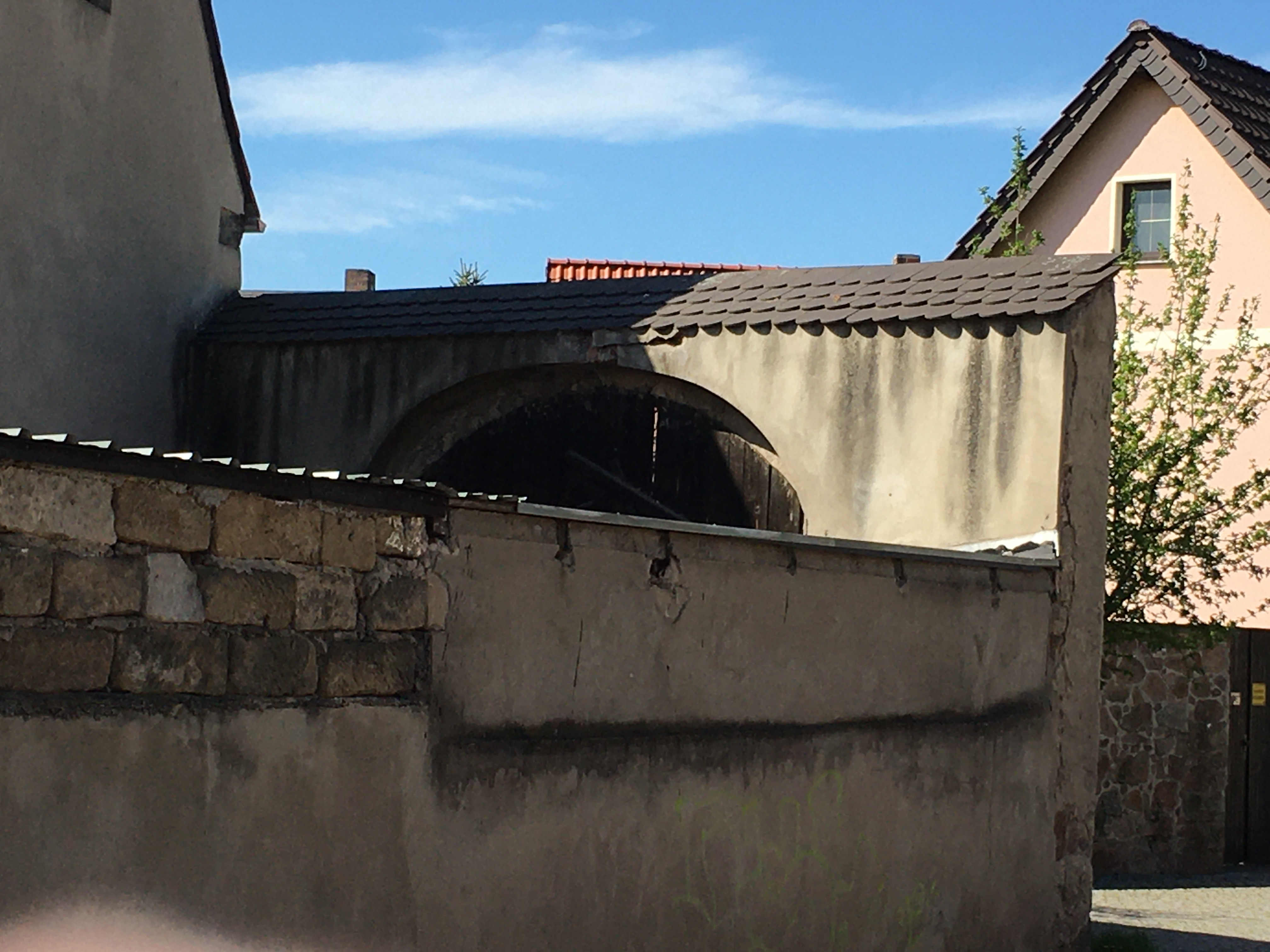
Oberkante des Torbogens mit Biberschwänzen

Das denkmalgeschützte Hoftor mit zwei Prellsteinen hat einen korbbogigen Torbogen mit „mit stark verwittertem Schlussstein, der keine Information über Alter und Bauherrn mehr preisgibt.“ Darin sitzt ein zweiflügliges, asymmetrisches Holztor mit einer kleineren, mittigen Schlupftür mit einem Segmentbogenabschluss. Das Tor führt durch eine verputzte, wie eine Schildmauer wirkende Wand, die obenauf einen geraden Abschluss mit Ziegeldeckung aufweist, auf die Westseite des Innenhofs. In dem Kleinpflaster vor dem Tor stehen beidseits zwei junge Bäume als Ersatzpflanzung.
Der Zustand wurde 2010 „als schlecht erkannt“. Die Datierung erfolgt auf das Ende des 18./den Anfang des 19. Jahrhunderts bzw. auf die Zeit um 1850.
Nach 2012 wurde das Grundstück aufgeteilt in das nördliche giebelständige Wohnhaus (Nr. 23a) sowie die beiden im Winkel stehenden südlichen Gebäude mit Straßenmauer und Tor (Nr. 23b).
Auf der Zeichnung Sterbendes Gehöft des Grafikers Horst Hille sieht man, dass 1988 noch das längs auf der straßenseitigen Grenzmauer des ehemaligen Vierseithofs sitzende Nebengebäude Bestand hatte. Zudem ist die Größe des verbliebenen Hofbaums zu erkennen, dessen Bruderexemplar links des Tors bis auf den Stumpf abgesägt war, aus dem junge Schosser ausgeschlagen waren.